# Perceptions
Perceptions es el segundo EP de la banda estadounidense VersaEmerge, lanzado de forma independiente en julio de 2008. El EP incluyó por primera vez a Sierra Kusterbeck como vocalista.
Una versión de 10" fue reeditada en 2013.

## Lista de canciones
| N.º | Título                                        | Duración |  |
| 1.  | «Percipere»                                   | 0:31     |  |
| 2.  | «In Pursuing Design»                          | 4:01     |  |
| 3.  | «Consider the Sea»                            | 2:29     |  |
| 4.  | «The Reification of Notion (The Realization)» | 2:02     |  |
| 5.  | «The Authors»                                 | 3:18     |  |
| 6.  | «Clocks»                                      | 3:47     |  |
| 7.  | «New Frontier (The Awakening)»                | 1:57     |  |

## Créditos
- Sierra Kusterbeck - voz
- Blake Harnage - guitarra, coros, programación
- Devin Ingelido - bajo
- Anthony Martone - batería
- James Lano - guitarra rítmica